# Алина Комашчук
Алина Ивановна Комашчук (на украински: Аліна Іванівна Комащук; 24 април 1993 г.) е украинска фехтовачка на сабя, световна и европейска шампионка, медалистка от олимпийски игри, световни и европейски първенства.

## Биография
Родена е през 1993 г. в Нетишин. През 2013 г. става световна шампионка за юноши.
През 2013 г. Комашчук печели златен медал на световното първенство и сребърен медал на европейското първенство. На следващата година става бронзова медалистка от световното първенство. През 2015 г. печели златен медал от Европейските игри, сребърен медал от световното първенство и бронзов медал от европейското първенство.
Първоначално тренира с Валери Шчурбабин, след това с Олег Шчурбабин.

## Награди
- Орден на княгиня Олга III степен (4 октомври 2016 г.) – за постигане на високи спортни резултати на XXXI летни олимпийски игри в Бразилия, проявена отдаденост и воля за победа.[2]